# Platymantis myersi
Platymantis myersi és una espècie de granota que viu a Papua Nova Guinea.